# Araucaria cunninghamii
Araucaria cunninghamii és una espècie de conífera de la família de les araucariàcies ( Araucariaceae), pròpia d'Austràlia oriental i Nova Guinea.

## Descripció
És un arbre de fins a 60 m d'alçada i 4 m de perímetre. L'escorça és rugosa, en bandes horitzontals, i es pela fàcilment. Les branques són llargues i estan situades en tufs als extrems. Les fulles tenen forma d'escata, de 0,8-2 cm de longitud, són corbades, agudes i imbricades, amb estomes a les dues superfícies. Els cons masculins són cilíndrics, fan de 2 a 3 cm de llarg per 5-7 mm d'ample, amb 10 escates. Els cons femenins són ovoides i simètrics, de 8-10 cm de llarg per 6-8 cm d'ample, les escates tenen espines reflexes; triguen uns 18 mesos a madurar; es desintegren en la maduresa per alliberar les llavors comestibles d'1,5 cm de llarg per 6-7 mm d'ample, amb ales estretes.

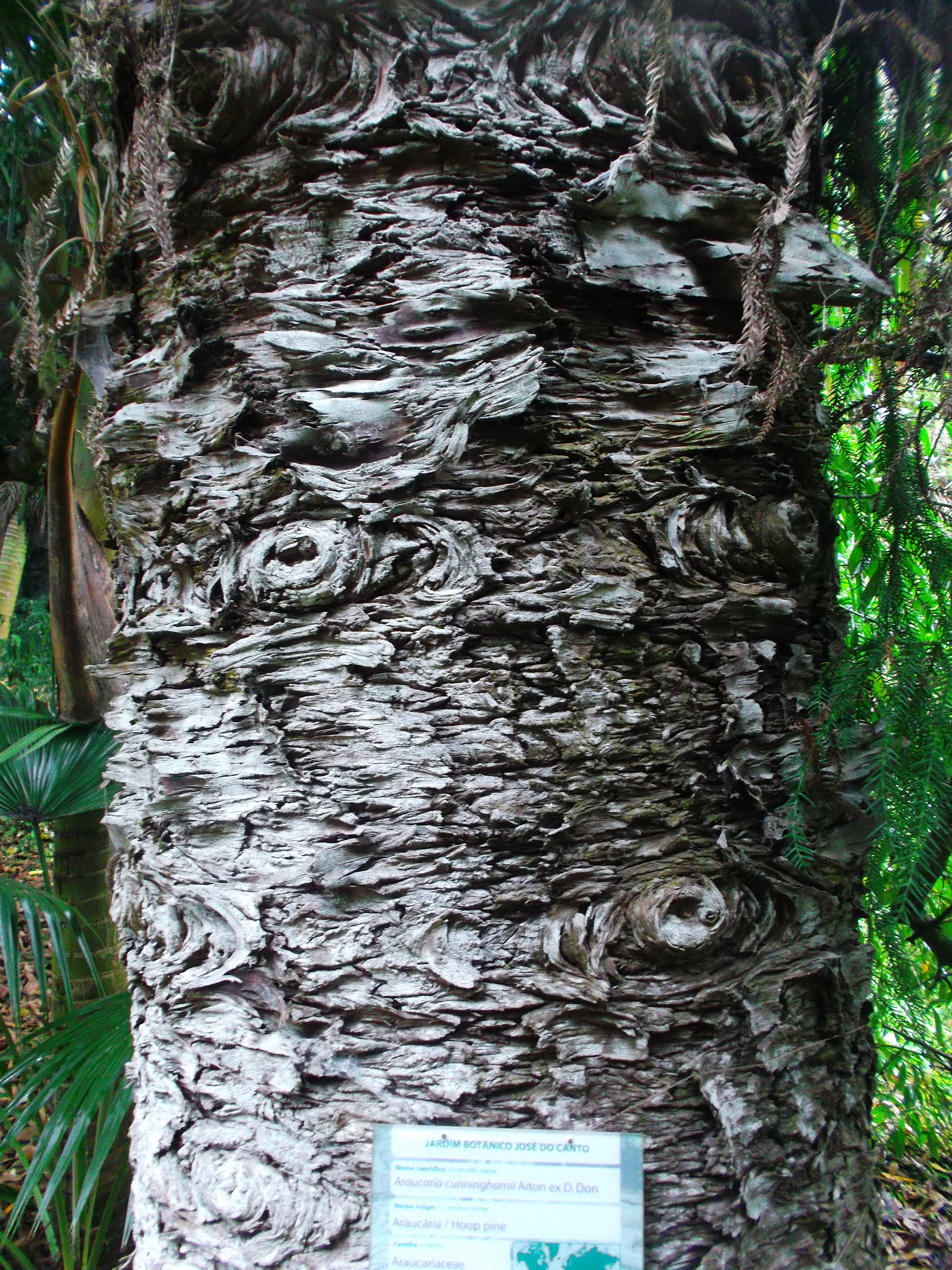
Escorça
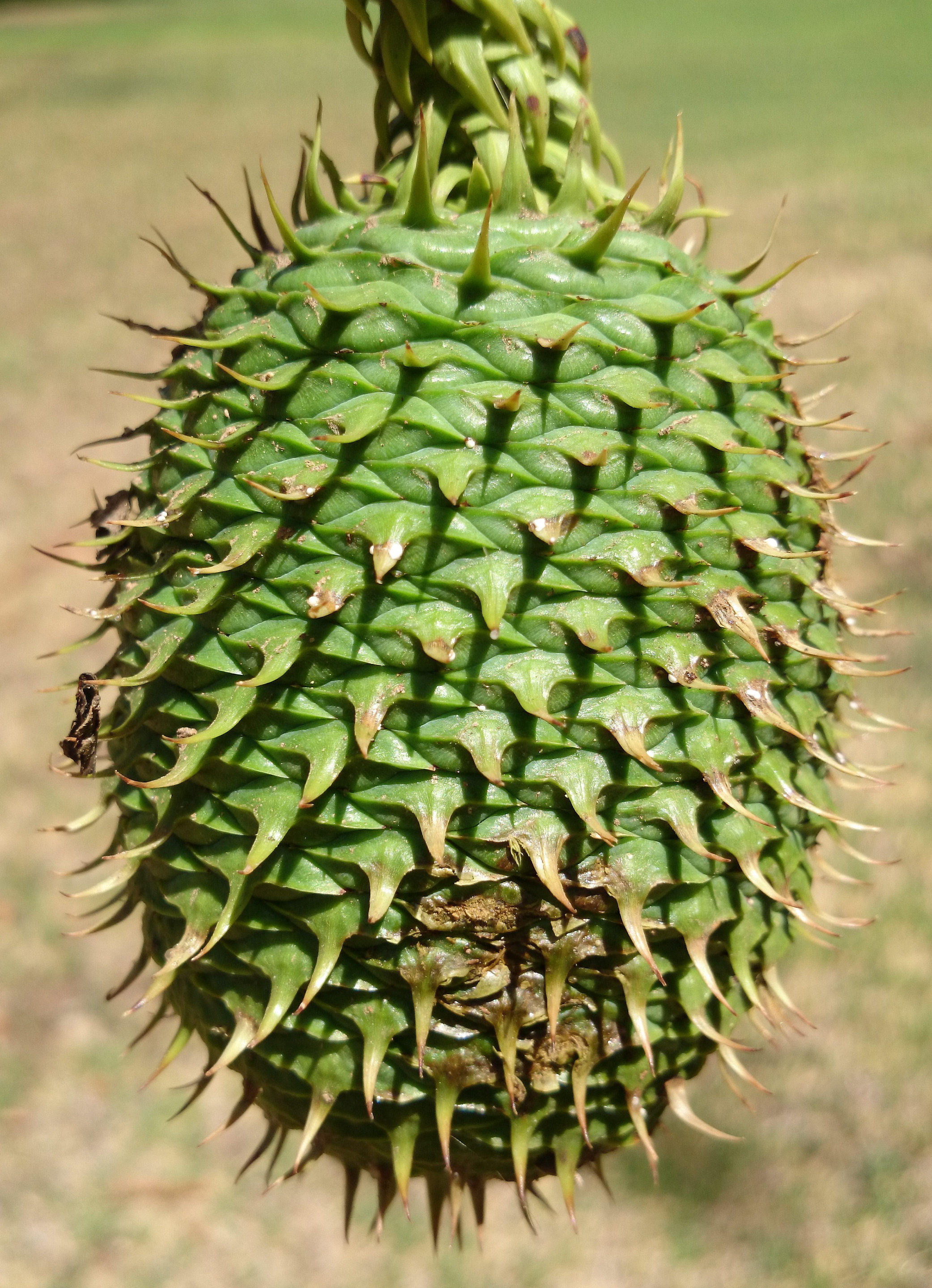
Con femení

## Distribució
L'espècie es troba a les selves tropicals seques de Nova Gal·les del Sud i Queensland i a Nova Guinea. Els arbres poden viure fins a 450 anys i créixer fins a una alçada de 60 metres. L'escorça és rugosa, es divideix de manera natural i es pela fàcilment.
Es poden trobar exemples de l'espècie a les carenes i cims de les muntanyes de la regió de North Burnett de Queensland (de vegades en quantitat on romanen selves tropicals seques, com ara al cim del Mount Perry i a les carenes al nord del parc nacional del Mount Walsh), cap a l'interior des de Gympie al Wide. Badia i també a cotes més baixes al voltant de les granges on els arbres poden haver estat conservats per valor estètic (es pot veure un exemple fora de la carretera fins al mirador sobre la ciutat de Mount Perry i una sèrie d'arbres alineen l'aproximació a la ciutat des de Gin Gin).

## Cultiu i altres usos
La fusta és una fusta d'alta qualitat que és especialment important per a la indústria del contraxapat i que també s'empra per a mobles, xapes, fusteria, panells, taulers de partícules, terres i vaixells. La majoria de les masses naturals d'Austràlia i Papua Nova Guinea s'han esgotat per la tala. Actualment es troba principalment a les plantacions fusteres; tanmateix, l'espècie continua prosperant en àrees protegides, inclòs el Parc Nacional de Lamington on almenys una pista de senderisme porta el seu nom.
Els aborígens australians van utilitzar la resina com a ciment.

### Plagues
Les plantacions de Queensland han estat objecte de danys per una espècie de rata autòctona, Rattus tunneyi, que excava les arrels d'un arbre semimadur i el mata, l'animal va ser declarat plaga per aquest motiu. La vulnerabilitat de les plantacions d'A. cunninghamii a les pèrdues de plagues ha fet que algunes d'elles siguin substituïdes per A. hunsteinii que pateix menys a les plantacions. Els microlepidòpters no especificats són plagues importants de les pinyes d'ambdues.

#### Control biològic
Cryptolaemus montrouzieri és un depredador de coccinèl·lids de paràsits de pseudocòccids i de coccoïdeus d'A. cunninghamii, i té diverses característiques que el converteixen en un bon biocontrol per utilitzar-lo en plantacions. Tot i que estan menys interessats en altres arbres - per molts múltiples - C. montrouzieri caça les mateixes plagues a les plantacions de pomes i cítrics.

## Taxonomia
Araucaria cunninghamii va ser descrita per William Aiton ex-David Don i publicat a A Description of the Genus Pinus, ed. 2 3, pl. 79, en el año 1837.
Etimologia
Araucaria: nom genèric que prové dels araucans.
cunninghamii: epítet que va ser nomenat pel botànic i explorador Allan Cunningham.
Varietats acceptades
N'hi ha dues varietats:
- Araucaria cunninghamii var. cunninghamii - Austràlia, del nord-est de Nova Gal·les del Sud al centre est de Queensland, de 0-1.000 msnm.
- Araucaria cunninghamii var. papuana - Nova Guinea, a les muntanyes, de 100-2.700 msnm.

Sinonímia
- Eutacta cunninghamii Link
- Eutacta cunninghamii var. glauca (Antoine) Carrière
- Eutacta cunninghamii var. longifolia (Antoine) Carrière
- Eutacta cunninghamii var. pendula Carrière
- Eutacta cunninghamii var. taxifolia Carrière
- Eutassa cunninghamii (G.Don) Spach
- Eutassa cunninghamii G.Don[11]